# Rose vermiglie
Rose vermiglie è un film muto italiano del 1917 diretto, sceneggiato e interpretato da Febo Mari.